# Kilidougou
Kilidougou est une commune rurale du Mali de l'arrondissement central de Dioïla, dans le cercle de Dioïla et la région de Dioïla, elle a pour chef-lieu la localité de N'Tobougou.

## Villages
La commune s'étend sur 12 localités relevées lors du recensement général de 2009. 
Les villages les plus peuplés sont :
- Maban (5 802 habitants) ;
- N'Tobougou (1 837 habitants) ;
- N'Gala (1 208 habitants).